# Mahinda

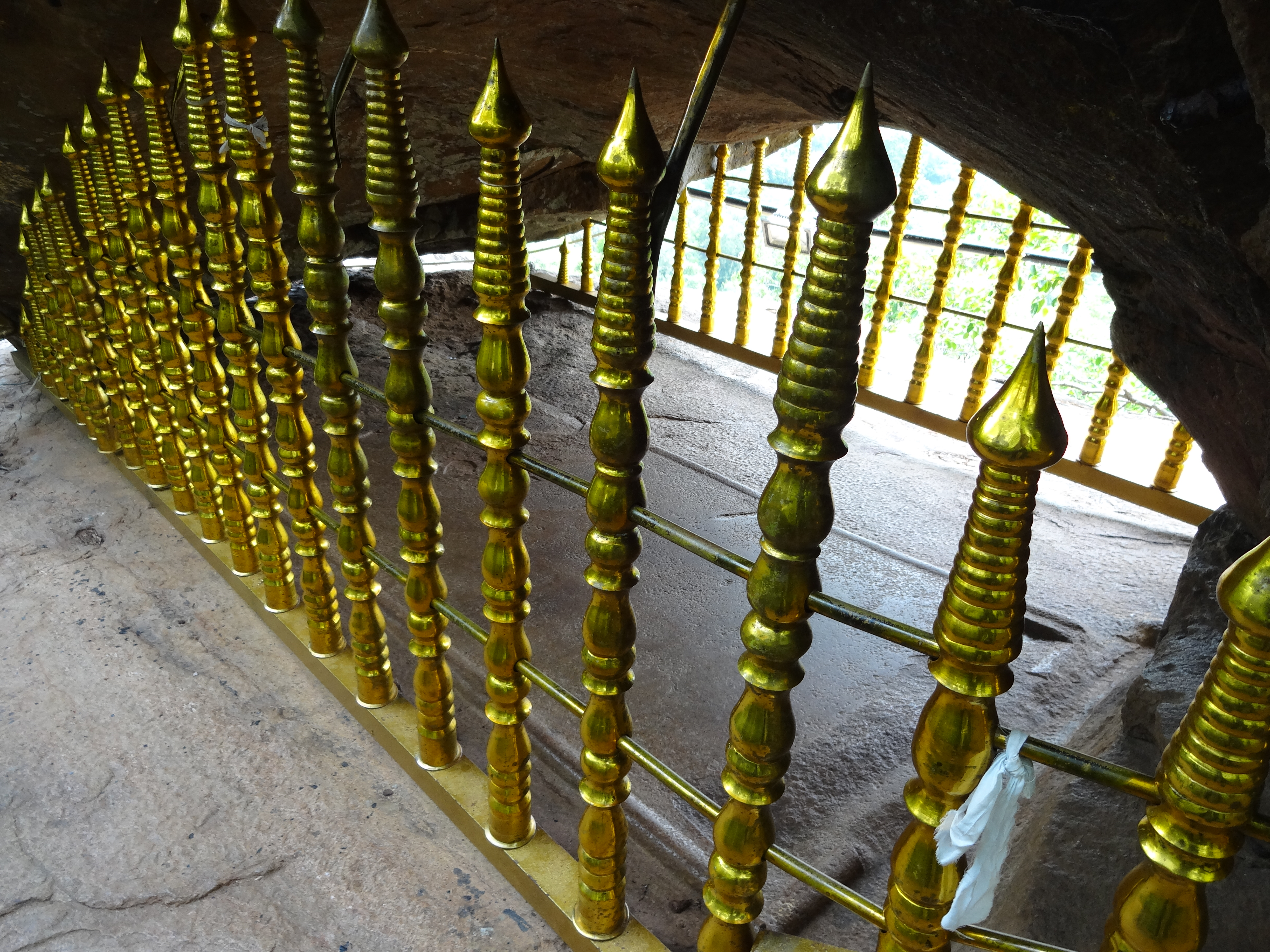
Bed of Mahinda in Mihintale

Mahinda, (sanskrit: महिन्द्र), var en indisk prins, och son till kung Ashoka. 
Mahinda ska enligt legenden ha varit Sri Lankas buddhistiske apostel, och omvänt befolkningen på ön till denna tro 251 f.Kr..